# فأر غوندا
فأر غوندا (الاسم العلمي: Mus goundae) نوع من القوارض من فصيلة الفأرية، موئله الطبيعي السافانا الرطبة في جمهورية أفريقيا الوسطى.